# Civitas Tribocorum
Die Civitas Tribocorum war eine Verwaltungseinheit (Civitas) im linksrheinischen Teil der römischen Provinz Germania superior (Obergermanien). Benannt wurde sie nach dem dort angesiedelten germanischen Stamm der Triboker. Hauptort war Brocomagus, das heutige Brumath.

## Geographie

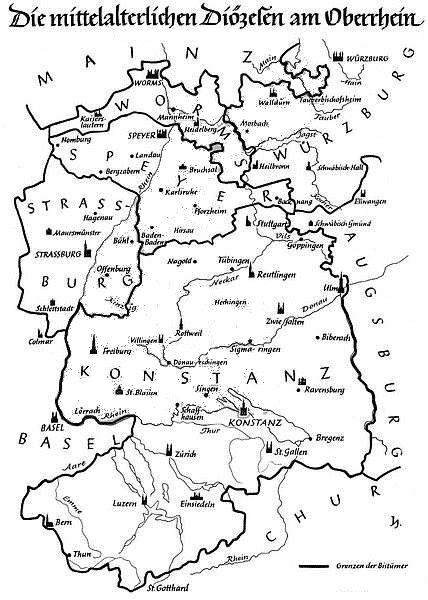
Die linksrheinische Seite des Bistums Straßburg entsprach den Grenzen der Civitas Tribocorum

Das Gebiet befand sich größtenteils im heutigen nördlichen Teil des Elsass. Die Civitas erstreckte sich im Norden, von Seltz mit dem Seltzbach als Grenze, bis zum Landgraben bei Schlettstadt im Süden. Im Osten bildete der Rhein die Grenze. Die Grenzen der Civitas entsprachen etwa auch dem des mittelalterlichen linksrheinischen Bistums Straßburg sowie dem frühmittelalterlichen Nordgau. Im Norden grenzte die Civitas Nemetum, im Süden die Civitas Rauricorum und im Westen die Provinz Gallia Belgica.
Bekannte Vici waren Brocomagus (Brumath), Argentorate (Straßburg), Tres Tabernae (Saverne), Elellum (Ehl bei Benfeld). Der Ort Saletio (Seltz) lag an der Grenze zur Civitas der Nemeter. Funde deuten zudem auf mögliche Dörfer in Niederbronn, Reichshoffen, Grussenheim und Bourgheim hin.

## Geschichte
Wie die Vangionen und Nemeter tauchen die Triboker erstmals 70 v. Chr. in der Geschichtsschreibung auf. Damals schlossen sie sich dem germanischen Fürsten Ariovist an, um in Gallien neues Siedlungsland zu finden. Caesar besiegte diesen Stammesverbund in einer Schlacht im Elsass im Jahr 58 v. Chr. Der Feldherr Drusus ließ im Jahr 12. v. Chr. Militäranlagen am Rhein errichten, darunter auch Argentorate (Straßburg). Der Zeitpunkt der Gründung der Civitas ist nicht bekannt, dürfte sich jedoch spätestens mit der Gründung der Provinz Germania Superior um 90 n. Chr. ereignet haben.
Eine Verwaltungsreform im Jahr 297 unter Kaiser Diokletian führte dazu, dass die Civitas Tribocorum Teil der neuen Provinz Germania prima wurde.
Im Jahr 357 kam es zur Schlacht von Argentoratum, in deren Folge die Römer unter Julian die Kontrolle über die von den Alamannen Jahre zuvor besetzten linksrheinischen Ländereien – darunter auch das Gebiet der Triboker – zurück erlangten. Ein halbes Jahrhundert später, 407, wurde Helvetus von einfallenden Vandalen zerstört.